# Francesco Musotto (politico 1947)
Francesco Musotto (Palermo, 1º febbraio 1947 – Palermo, 20 agosto 2025) è stato un politico italiano ed europarlamentare, deputato all'Assemblea Regionale Siciliana e presidente della Provincia di Palermo.

## Biografia
Il nonno, suo omonimo, è stato Alto Commissario per la Sicilia, deputato alla Camera, sia del Regno d'Italia che della Repubblica, come il padre Giovanni, docente di Diritto Penale ed esponente del Partito Socialista Italiano.
Nel 1965 consegue il diploma di maturità classica presso l'Istituto Gonzaga e, successivamente, si laurea in giurisprudenza presso l'Università degli Studi di Palermo.
Ha svolto l’attività di avvocato e di imprenditore agricolo. È stato consigliere comunale di Cefalù (PA) e deputato all'ARS nella IX legislatura (1981-1986) per il Partito Socialista Italiano. È stato poi componente del Consiglio di giustizia amministrativa.
Aderente a Forza Italia dalla sua fondazione nel 1994, viene eletto alla carica di Presidente della Provincia di Palermo una prima volta nel giugno 1994, dimettendosi dopo il suo arresto nel novembre 1995 con l'accusa di concorso esterno in associazione mafiosa e bancarotta fraudolenta, accusa dalla quale fu assolto nel 1998, con sentenza confermata anche in Corte di Cassazione nel 2001.
Ritorna così a coprire la stessa carica vincendo le elezioni nel maggio 1998 e viene rieletto nel 2003 (con il 60,3% dei voti), sempre alla guida di coalizioni di centro-destra.
Musotto è stato deputato al Parlamento europeo, eletto nel 1999 e nel 2004 per la lista di Forza Italia nella circoscrizione isole. Musotto ha ricevuto 84 000 preferenze. Era iscritto al gruppo parlamentare del Partito Popolare Europeo. È stato membro della Commissione per lo sviluppo regionale; della Commissione per i trasporti e il turismo; della Commissione per la pesca; della Commissione temporanea sulle sfide e i mezzi finanziari dell'Unione allargata nel periodo 2007-2013; della Delegazione per le relazioni con i paesi del Mashrek; della Delegazione per le relazioni con i paesi del Maghreb e l'Unione del Maghreb arabo (compresa la Libia).
Nel 2001 si è candidato a Sindaco di Palermo, contro il volere del suo partito, Forza Italia, sostenuto da liste civiche, ma non è stato eletto. Si è dimesso dal parlamento europeo nel febbraio 2008 per candidarsi all'ARS, dove viene eletto, nella lista del Popolo della Libertà con oltre 17.000 voti di preferenza. È stato Presidente della Commissione legislativa UE. Ha poi abbandonato il PDL per transitare al Movimento per l'Autonomia, di cui è poi divenuto Capogruppo all'ARS fino al termine della XV legislatura (2008-2012).